# Chetanna
Chetanna es una película dramática nigeriana de 2014 dirigida por Ikechukwu Onyeka y producida por Chigozie Atuanya.

## Elenco
- Chigozie Atuanya
- Queen Nwokoye
- Ebube Nwagbo
- Ebele Okaro

## Producción y lanzamiento
Chetanna es una película en idioma igbo filmada en Enugu, al sur de Nigeria. Se proyectó en el Festival Mundial de Arte y Cultura Igbo 2014 en el Frontiers Cultural Museum en Staunton, Virginia, Estados Unidos. Tras su estreno el 11 de octubre de 2014 en el Centro Comunitario Católico Igbo, Houston, se convirtió en la primera película en idioma igbo estrenada en Estados Unidos. También realizó una gira de estreno en cinco ciudades nigerianas: Awka, Aba, Enugu, Owerri y Umuahia.

## Recepción
Fue recibida positivamente. Chido Nwangwu de USAfrica elogió a Chigozie Atuanya por promover el idioma igbo a través de la película, y afirmó que: "Es una contribución importante al problema de la desaparición del idioma igbo; siguiendo a la innovadora, Living in Bondage".

## Premios y nominaciones
| Año  | Ceremonia de premiación                     | Premio                                                | Resultado | Ref.  |
| ---- | ------------------------------------------- | ----------------------------------------------------- | --------- | ----- |
| 2014 | Premios del Cine Golden Icons Academy 2014  | Mejor película indígena                               | Ganador   | [ 6 ] |
| 2015 | Best of Nollywood Awards 2015               | Mejor uso de la gastronomía nigeriana en una película | Nominado  | [ 7 ] |
| 2015 | XI Premios de la Academia del Cine Africano | Mejor película en lengua africana                     | Nominado  | [ 8 ] |